# Balsamine de Balfour
Impatiens balfourii
Espèce
Classification phylogénétique
La Balsamine de Balfour, aussi parfois appelée Impatiente de Balfour (Impatiens balfourii) est une espèce de plante à fleurs de la famille des Balsaminaceae. Elle est originaire de l'Himalaya et s'est naturalisée en certains endroits d'Europe à partir des jardins. Elle est considérée comme invasive en Suisse, on la rencontre principalement sur le plateau et au Tessin. La balsamine de Balfour concurrence les espèces indigènes dans les clairières et nuit au renouvellement de la forêt,. Son nom est un hommage au botaniste écossais Isaac Bayley Balfour.

## Description
C'est une plante herbacée annuelle glabre se ramifiant, aux feuilles alternes, ovales, pointues, dentées, pétiolées, aux fleurs à casque blanc et pétales inférieurs roses, à éperon grêle, en grappe au-dessus des dernières feuilles.

### Caractéristiques
- Organes reproducteurs :
  - Type d'inflorescence : racème simple
  - répartition des sexes : hermaphrodite
  - Type de pollinisation : entomogame, autogame
  - Période de floraison : juillet-septembre
- Graine:
  - Type de fruit : capsule
  - Mode de dissémination : autochore (à maturité, la capsule éclate spontanément ou sous l'effet d'un contact, projetant les graines à plusieurs dizaines de centimètres)
- Habitat et répartition :
  - Habitat type : annuelles pionnières des clairières et lisières médioeuropéennes, psychrophiles, hémisciaphiles
  - Aire de répartition : introduit (Asie)

Données d'après: Julve, Ph., 1998 ff. - Baseflor. Index botanique, écologique et chorologique de la flore de France. Version : 23 avril 2004. 

## Statuts de protection, menaces
En France, l'espèce est classée NA (Non Applicable) par l'UICN. Elle n'est pas soumise à évaluation car introduite récemment.

## Galerie

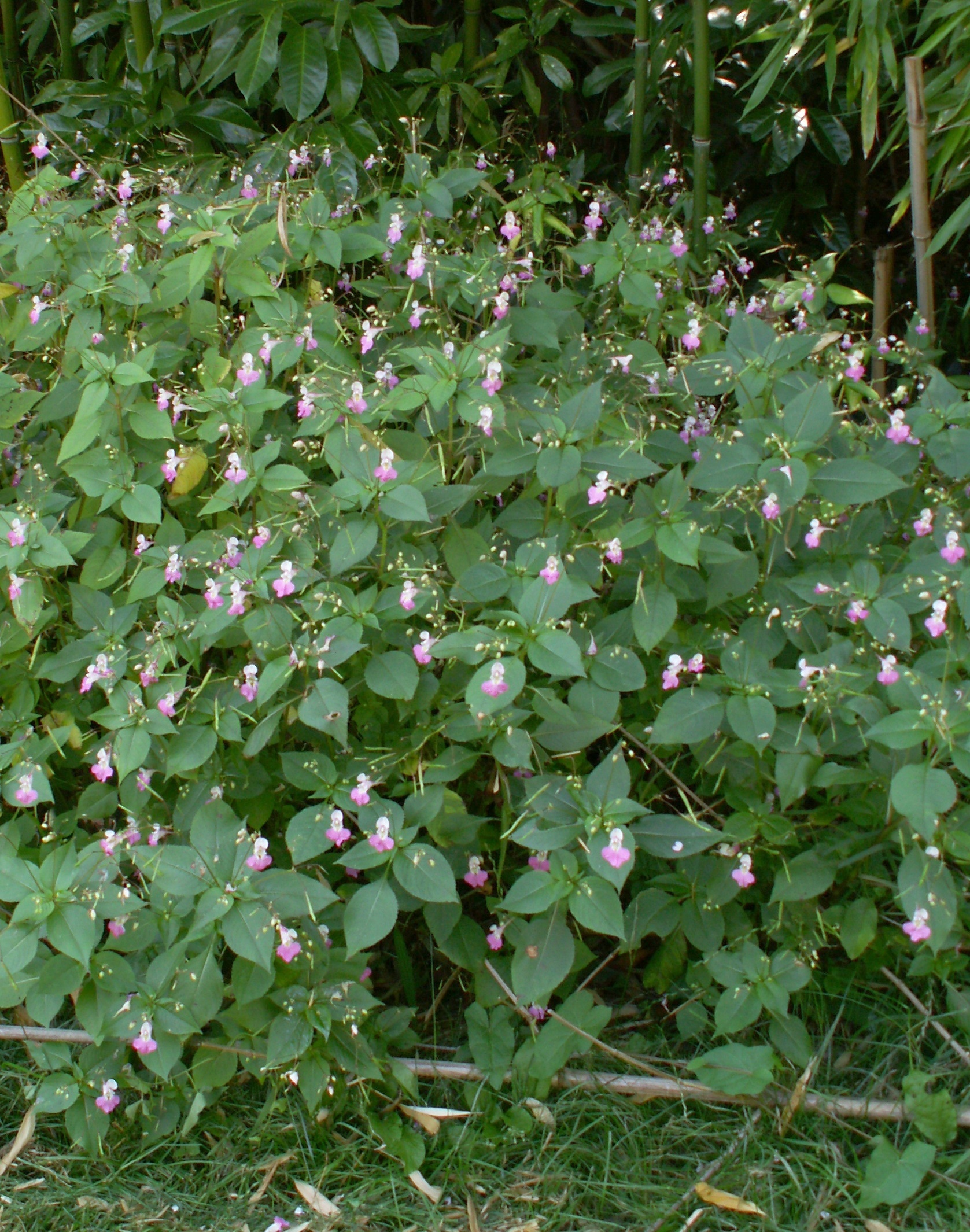
Vue d'ensemble.
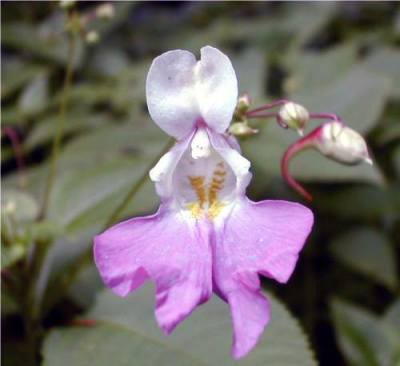
Fleur.
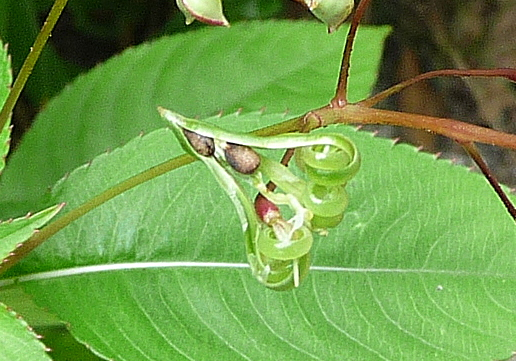
Graines.
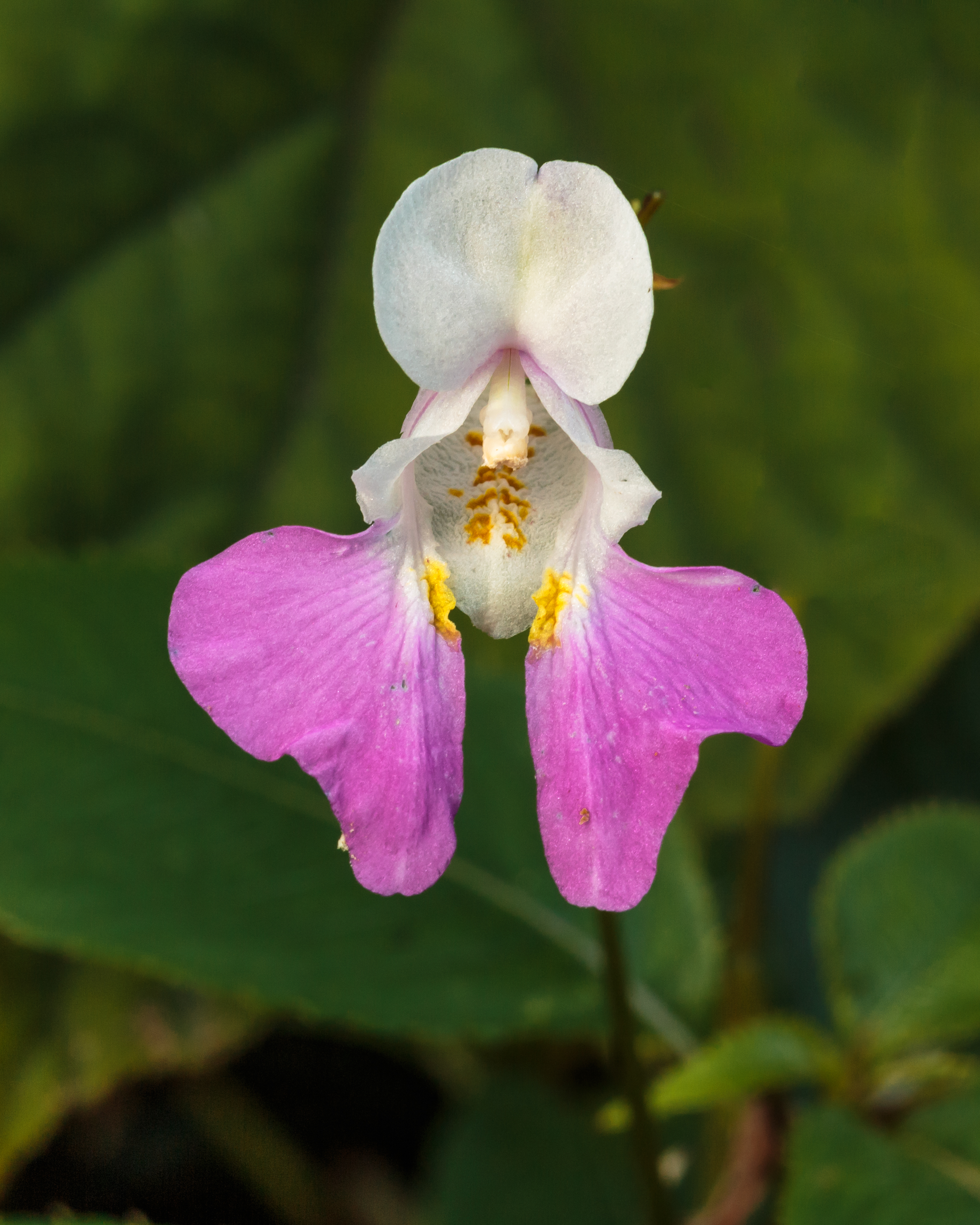
Autre fleur.